# AMVJ Amstelveen (Volleyball)
AMVJ Amstelveen ist ein niederländischer Volleyball-Verein, dessen Frauen und Männer in der ersten niederländischen Liga (A-League) spielen.

## Geschichte
Der Verein wurde am 9. März 1930 in Amsterdam gegründet und ist damit der älteste noch existierende Volleyballverein in den Niederlanden. Im Jahr 1980 zog der Club von Amsterdam nach Amstelveen. Frauen und Männer waren dauerhaft an der nationalen Spitze zu finden. Seit 2009/10 spielen die Frauen als Spielgemeinschaft mit Martinus Amstelveen unter dem Namen TVC Amstelveen.
Hier die wichtigsten Erfolge von AMVJ Amstelveen:

### Frauen
- Niederländischer Meister:

1948, 1995
- Niederländischer Supercupgewinner:

1997
- Niederländischer Pokalsieger:

1984, 1991, 1995, 1997, 2005

### Männer
- Niederländischer Meister:

1948, 1963, 1969, 1970, 1971, 1972, 1973, 1980, 1989, 2002
- Niederländischer Pokalsieger:

1977, 1986, 1987